# Södra Åsums gamla kyrka
Södra Åsums gamla kyrka är en kyrkobyggnad i Södra Åsums socken. Den tillhör Sjöbo församling i Lunds stift.

## Kyrkobyggnaden
Kyrkans äldsta delar härrör från innan 1150. Dessa utgörs av långhuset, koret och absiden. Tornet som är av trappgavelsform tillkom senare under medeltiden, men byggdes om på 1760-talet. 
I koret och absiden finns kalkmålningar som tillkommit under tre olika tidsperioder. Absidens målningar utfördes av en bysantinsk målare, som anses vara Vinslövsmästaren, samtidigt som kyrkan byggdes. under 1300-talet utfördes tribunbågens målningar av Snårestadsmästaren och på 1400-talet var Everlövsmästaren där och målade valvet i koret.
Under 1890-talet ansågs den gamla kyrkan vara för liten och för sliten. Därför byggdes en ny kyrka, Södra Åsums kyrka, som kunde invigas 1902. Av denna anledning finns det inte så mycket inventarier i kyrkan. Dock finns dopfunten som är samtida med kyrkans äldsta delar.
Taket i långhuset utmärker sig eftersom det inte blivit välvt som många andra medeltidskyrkor utan fortfarande är ett platt trätak.

## Orgel
- 1854 byggde Sven Fogelberg, Lund en orgel med 5 1/2 stämmor.
- Den nuvarande orgeln byggdes 1970 av Olof Hammarberg, Göteborg och är en mekanisk orgel. Fasaden är från 1854 års orgel.

| Manual         | Pedal   |
| Koppelflöjt 8' | Bihängd |
| Principal 4'   |         |
| Blockflöjt 4'  |         |
| Waldflöjt 4'   |         |
| Mixtur II chor |         |